# Sint-Martinuskerk (Zaltbommel)
De Sint-Martinuskerk is een rooms-katholieke kerk in Zaltbommel.
De kerk is een waterstaatskerk die met financiële steun van de landelijke overheid is gebouwd. Dit was een regeling die tussen 1824 en 1868 van kracht was. Slechts het middenschip is bij een latere vergroting van de kerk hiervan overgebleven. De klokkentoren is van hout, met daarbovenop een open koepeltje wat is uitgevoerd in baksteen.

## Het orgel
Het orgel dateert uit 1831 waarbij het hoofd en bovenwerk zijn gemaakt door Carl Friedrich August Naber in Deventer.

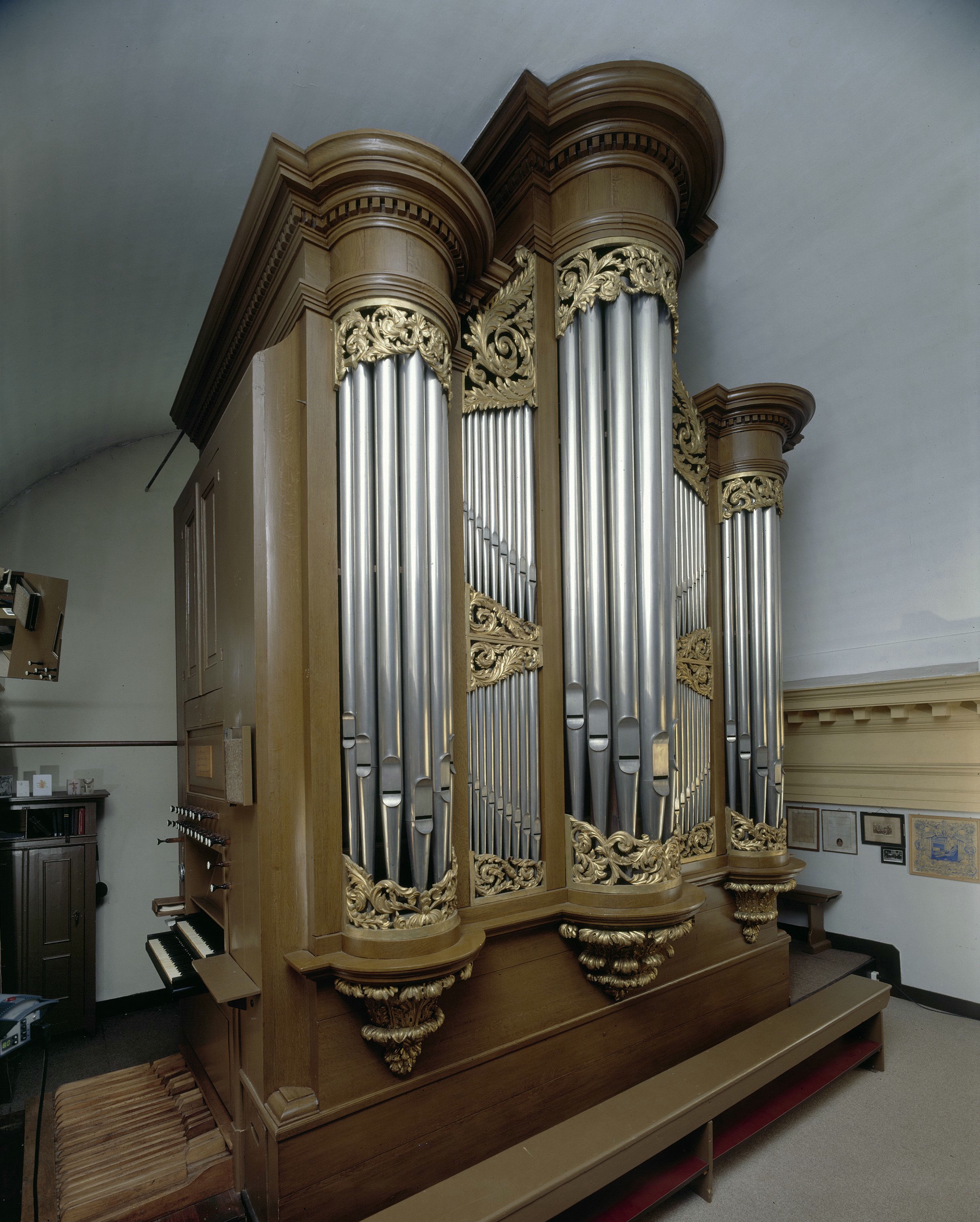
Orgel van de Sint-Martinus